# Reuben y Rose Mattus
Reuben y Rose Mattus eran una pareja de emprendedores judíos de origen polaco que fundaron la empresa fabricante de helados Häagen-Dazs en los Estados Unidos.

## Biografía

### Reuben Mattus
Reuben Mattus (1912 –  27 de enero de 1994) nació en Polonia  en una familia judía. Llegó al el Puerto de Nueva York a bordo del SS Vestris con su madre Lea, la cual había enviudado, el 5 de marzo de 1921, varios meses antes que Rose Vesel. Empezó en el negocio de fabricación y venta de helado aún siendo un niño de 10 años, uniéndose a su tío materno, quién producía helados de limón al estilo italiano en Brooklyn, ayudando  a su madre a exprimir limones. A finales de los años veinte, la familia comenzó a fabricar paletas de helado, y para 1929, producían barras de helado y sándwiches de helado bajo la marca Senator Frozen Products, vendiéndolos en una carreta tirada por un caballo en El Bronx.

### Rose Mattus (nacida Vesel)
Rose Vesel Mattus (23 de noviembre de 1916 – 28 de noviembre de 2006) nació en Mánchester, Reino Unido en una familia judía que había emigrado de Polonia. La familia se dedicaba a elaborar vestuario teatral, y se mudaron brevemente a Belfast con una compañía de teatro y posteriormente emigraron a Nueva York como pasajeros en tercera clase a bordo del RMS Berengaria en octubre de 1921, cuando Rose tenía cinco años .

### Vida en pareja
Reuben y Rose se conocieron en Brownsville, Brooklyn, Nueva York. Después de acabar la secundaria, Rose empezó a trabajar como asistente contable en la planta de Senator Frozen Products en 1934, y se casaron en 1936. La compañía Senator era rentable, pero ya en la década de 1950, los productores a gran escala de helados iniciaron una guerra de precios que les llevó a tomar la decisión de desarrollar una nueva clase de helado de alta gama. Reuben estudió y comenzó a experimentar con nuevos métodos de fabricación de helado  con mayor consistencia. En 1959,  decidieron formar una compañía nueva con un nombre que sonara extranjero. El nombre escogido fue uno que según ellos sonaba danés, 'Häagen-Dazs' como tributo a Dinamarca por su tratamiento ejemplar de su población  judía durante la Segunda Guerra Mundial, añadiendo una diéresis, que no existe en danés, y además incluyeron un mapa de Dinamarca en el envase del helado, hecho de cartón.
Desde su lanzamiento en 1961, el helado ha sido preparado utilizando crema e ingredientes naturales para los sabores, en contraste con las marcas de la competencia, que a menudo utilizaban ingredientes artificiales, empezando con tres sabores básicos: vainilla, chocolate, y café. El helado producido era alto en grasa butírica y contenía menos aire, lo que según la autobiografía de Rose Mattus fue  resultado de un accidente de fábrica, cuándo la bomba de inyección del aire dejó de funcionar. Reuben se encargaba de desarrollar los sabores y Rose se encargaba de comercializar el producto. Su primera táctica de mercadeo era vestirse de manera elegante, de acuerdo con el posicionamiento prémium de la marca, y ofrecer muestras gratuitas en tiendas de abarrotes y mini-mercados locales. Otra parte de su estrategia fue la comercialización de la marca a estudiantes universitarios, asegurándose de que las heladerías cercanas a la Universidad de Nueva York en Greenwich Village ofrecieran Häagen-Dazs, así como restaurantes exclusivos. La marca, que fue creciendo lentamente durante la década de 1960, al principio se distribuía nacionalmente mediante entregas llevadas por los autobuses de Greyhound Lines a ciudades con alta población de estudiantes universitarios. En 1966, Häagen-Dazs lanzó su cuarto sabor, fresa, uno sabor que les tomó 6 años desarrollar. Ya en 1973 la marca era vendida a lo largo de todos los Estados Unidos, y en 1976 la primera tienda Häagen-Dazs fue abierta en Brooklyn por su hija Doris.
La empresa fue vendida a la compañía Pillsbury en 1983 por US$70 millones. El matrimonio Mattus continuó como asesores de la empresa después de la venta a Pillsbury hasta la adquisición de Pillsbury por parte de Grand Metropolitan; Häagen-Dazs es ahora parte de General Mills. Luego de esto, decidieron lanzar una nueva compañía en 1992, Mattus Ice Cream Company, esta vez especializándose en productos prémium bajos en grasas, llamándoles Mattus' Lowfat Ice Cream. Los helados bajos en grasas Mattus fueron nombrados uno de los "Diez Mejores Productos de 1993" por la revista Time.

## Vida personal
Reuben y Rose Mattus vivían en Cresskill, Nueva Jersey. Tuvieron dos hijas, Doris Hurley y Natalie Salmore, y cinco nietos.
En 1982, Reuben y Rose Mattus recibieron el Plato Dorado de la American Academy of Achievement.

### Activismo
Rose Mattus formó parte de la junta de administración de la Organización Sionista de América, y el matrimonio era conocido por su apoyo al rabino Meir Kahane, fundador de la Liga de Defensa Judía. Además, eran conocidos por  su apoyo a Israel, fundando una escuela de tecnología en Herzliya la cual lleva su nombre, y por su apoyo financiero a asentamientos israelíes.

### Muerte
Reuben Mattus murió el 30 de enero de 1994 tras padecer un ataque al corazón.  Rose Mattus murió en Westwood, Nueva Jersey, el 28 de noviembre de 2006.

## Autobiografía
Rose Vesel Mattus and Jeanette Friedman (2004). The Emperor of Ice Cream: The True Story of Häagen-Dazs. The Wordsmithy. ISBN 978-0974885704.